# Lên ngàn
"Lên ngàn" là tên bài hát được nhạc sĩ Hoàng Việt sáng tác năm 1952. Bài hát hát về hình ảnh người vợ lính chan chứa những tình cảm sâu đậm, chèo thuyền ngược dòng Vàm Cỏ Đông lên rẫy cắt lúa thay chồng nuôi con.

## Hoàn cảnh sáng tác
Theo lời cố nhạc sĩ Xuân Hồng kể lại: vào năm 1952, khi ông là Ủy viên ban chấp hành Huyện đoàn Châu Thành, kiêm phụ trách phó đoàn tuyên truyền lưu động huyện. Năm ấy có dịp Đoàn Văn công liên khu miền Đông (nơi nhạc sĩ Hoàng Việt công tác) đến địa phương. Gần cuối năm thì xảy ra cơn lũ lịch sử năm Nhâm Thìn, nhấn chìm một vùng rộng lớn ruộng lúa canh tác của nhân dân. Chỉ còn một vùng nương rẫy rất nhỏ tại Trảng Cồng thuộc xã Hòa Hiệp (nay thuộc xã Phước Vinh, huyện Châu Thành). Nhân dân các xã khác kéo nhau về Trảng Cồng gặt lúa mướn, đi mót lúa rơi để độ nhật qua ngày. "Trong số đoàn người ngược dòng sông Vàm Cỏ hướng về rẫy Trảng Cồng có Đoàn Văn công liên khu miền Đông và đoàn tuyên truyền lưu động của chúng tôi. Chúng tôi xin đi cắt lúa mướn, được nhân dân " chiếu cố" nhận cho làm, có nơi còn cho ăn cơm độn khoai mì, vậy là rất vững bụng. Chỉ thương các chị, các cô con bế con bồng, có khi xin làm mướn không dễ, vì quá đông người, phải đi nhặt từng hạt lúa rơi vãi, chỉ mong có được nồi cháo trong ngày. Những cảnh ấy đều lọt vào mắt người nhạc sĩ tài năng của chúng ta. Bài "Lên ngàn" ra đời trong hoàn cảnh ấy."
Qua cuộc bình chọn của Ban Tư tưởng - Văn hóa Trung ương, 15.000 người đã tham gia bình chọn những bài hát hay qua hai hình thức thông qua phiếu bình chọn gửi về Ban Tổ chức và qua trang web của Công đoàn ngành. Kết quả là 107 bài hát sáng tác từ năm 1946 đến 2010 đã được bình chọn. Trong số này, Ban Tổ chức đã chọn ra 20 ca khúc tiêu biểu có số phiếu cao nhất của 14 tác giả để tôn vinh và tặng thưởng.
Dịp Tết Nguyên đán Năm 1980, ca sĩ Cẩm Vân đã được khán giả màn ảnh nhỏ biết đến qua bài hát này. Nhạc sĩ Thanh Tùng cũng được nhiều người trong và ngoài Việt Nam biết tới nhờ bài hát này.